# Rodina Karla IV.
Rodina Karla IV. je olej na plátně španělského malíře Francisca Goyi (1746 Fuendetodos v Aragónu – 1828 Bordeaux), syna pozlacovače José Goyi.
Je to portrét královské rodiny španělského krále Karla IV. (1748–1819) a jeho dvořanů. Malíř Francisco Goya byl velmi uznávaným umělcem své doby. Pracoval pro královskou gobelínovou dílnu, kde vytvořil mnoho návrhů goblénů. Někdy v roce 1780 se stal členem španělské akademie, roku 1785 pak zástupcem ředitele Academie de S. Fernando, roku 1786 byl jmenován královským malířem. Jeho kariéra prudce stoupala, zakázek bylo více než stihl namalovat. Roku 1789 byl povýšen na komorního malíře. V roce 1799 byl jmenován prvním dvorním malířem. Z prostého venkovského řemeslníka se tak stal velmi bohatým člověkem. Měl nejen peníze, kočár, služebnictvo, ale i přízeň mocných. Účastnil se dvorských zábav, s rozkoší si užíval přepychu. S postupem času si Goya uvědomuje, že to všechno bohatství a přepych vrstvy bohatých a mocných je zaplaceno těžkou prací a bídou chudých. Jeho tvorba se mění. Postavy vysoké šlechty jsou zobrazovány v jakémsi odcizení, jeho malby dostávají exaltovaný a realistický charakter. Na portrétu rodiny španělského krále Karla IV. nic nepřipomíná jejich bohatství, nic nezdůrazňuje jejich šlechtický původ, naopak malíř zvýrazňuje záměrnou negaci idealizovaných rysů. Celá rodina působí dojmem obyčejnosti. Karel IV. vypadá snad až hloupě a nabubřele, jaksi staromódně. Výraz tváře královny Luisy, (uprostřed), je přísný, trochu zatrpklý. Ani jí podobizna nijak nelichotí. Také postavy v pozadí jsou zobrazeny téměř prostě, budí dojem bezprostřednosti, až autentičnosti.Goyova snaha zachytit vnitřní pravdu vedla někdy až k zesměšnění. Portrét královské rodiny Karla IV. má všechny rysy charakteristické pro společenskou karikaturu.